# 노동자평의회
노동자평의회(勞動者評議會, 영어: worker's council, 독일어: Arbeiten Räte 아르바이텐 레테[*], 러시아어: Рабочие советы 라보치예 소볘트이[*])는 특정 직장 또는 회사, 예컨대 공장, 학교, 농장, 기업, 은행, 시장, 빌딩 등과 같은 장소에서 그 직장에서 일하는 노동자들이 집단적으로 운영하는, 임시적 가역적 대표위임을 원칙으로 하는 정치경제조직이다.

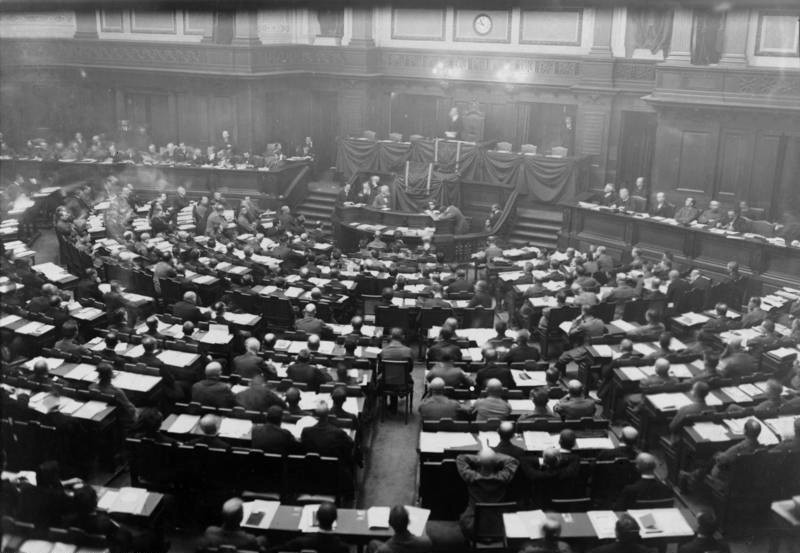
1918년 12월 16일 베를린의 노동자병사평의회 전국회의.

노동자평의회 체제 하에서 노동자들은 자신들의 의제가 무엇이고 무엇을 필요로 하는지를 결정한다. 위임된 대표자는 노동자들 자신들 가운데에서 선출된다. 대표자가 그 권한을 배반했을 경우 즉시 퇴진될 수 있으며, 그렇지 않더라도 대표자는 자주 교체되는 것을 상정한다. 노동자들을 감독하는 관리자는 따로 없으며, 모든 결정권한과 조직은 대표자 시스템에 달려 있다.
보다 큰 규모로 보면 이렇게 선출된 단일 직장의 대표자들이 보다 상위 평의회의 구성원으로서 그 대표자를 선출하는 데 참여할 수 있다. 이런 식으로 계속하다 보면 해당 국가의 해당 산업 전체를 운영하는 최고 대표자까지 올라가게 된다. 이러한 체제 하에서 결정 권한은 노동자들 스스로의 의제에 의해 아래로부터 위로 전달된다. 이는 상명하복을 원칙으로 하는 관료제와 정반대 성격을 나타낸다.
소비에트 연방의 "소비에트"는 러시아어로 "평의회"라는 뜻으로, 본래 이러한 노동자평의회의 일종이었다. 그러나 소련에서는 혁명과 내전을 거치면서 공산당 관료제가 평의회를 장악하게 되었고, 국호에 이름을 올린 "소비에트"는 정작 유명무실해지고 말았다.

## 같이 보기
- 풀뿌리 민주주의
- 신디케이트
- 머레이 북친
- 혁명적 사회주의